# Sihareo (Lahusa)
Sihareo is een bestuurslaag in het regentschap Nias Selatan van de provincie Noord-Sumatra, Indonesië. Sihareo telt 1500 inwoners (volkstelling 2010).